# Drapeau du Burkina Faso
Le drapeau du Burkina Faso est le drapeau national et le pavillon national du Burkina Faso. Il est formé de deux bandes horizontales de taille égale, une rouge au-dessus et une verte au-dessous, avec une étoile jaune à cinq branches au milieu.

## Symbolique
- La bande rouge symbolise la lutte pour l'indépendance[1] ;
- La couleur jaune fait référence aux richesses minières du Burkina Faso[1]. En plus de cette signification, lors de la création du drapeau, l'étoile était le symbole du nouveau commandement aux principes révolutionnaires[2] ;
- La bande verte symbolise l'espoir et l'abondance[2],[1].

## Histoire

Drapeau de la Haute-Volta.

L'actuel drapeau remplace en 1984 l’ancien tricolore horizontal noir-blanc-rouge lorsque Thomas Sankara change le nom de la Haute-Volta en Burkina Faso, ainsi que les symboles du pays (hymne national, armoiries, devise, drapeau). Les couleurs panafricaines sont utilisées, à l'instar des pays voisins. Le drapeau du front national de libération du Sud Viêt Nam pourrait avoir servi de source d'inspiration pour le nouveau drapeau burkinabé. Le changement de drapeau n'est pas remis en question après l'assassinat de Thomas Sankara en 1987.

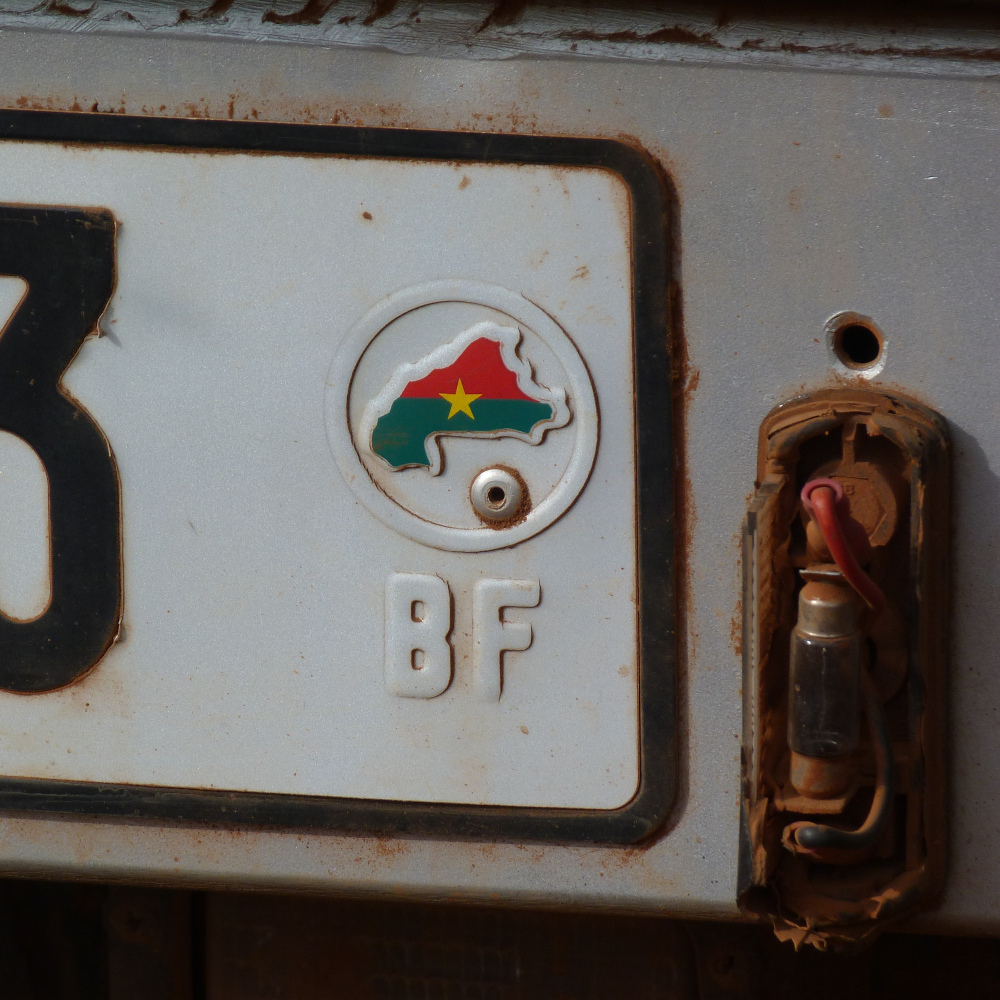
Drapeau figurant sur une plaque minéralogique.

## Anecdotes
Lors du premier conseil des ministres du gouvernement d'Albert Ouédraogo en mars 2022, le drapeau est mis a l'envers par le comité d'organisation de la présidence, provoquant un scandale dans la communauté burkinabé et sa diaspora.

## Drapeaux similaires

Drapeau de la Biélorussie sous le régime d'Alexandre Loukachenko
Drapeau de Madagascar